# Shama Khalid
Shama Khalid (1949 ou 1950 - 15 de setembro de 2010) foi uma política paquistanesa. Ela foi governadora da provínicia de Baltistão.